# Kamma Nozomu
Nozomu Kamma (sinh ngày 27 tháng 4 năm 1978) là một cầu thủ bóng đá người Nhật Bản.

## Sự nghiệp câu lạc bộ
Nozomu Kamma đã từng chơi cho Vegalta Sendai.